# Frans Hals
Frans Hals, född cirka 1583 i Antwerpen, död 1 september 1666 i Haarlem, var en nederländsk porträttmålare, verksam i Haarlem. Han var bror till Dirck Hals.
Hals gick i lära hos målaren Karel van Mander den äldre omkring 1602, och blev en av dennes mest framstående elever. Han inträdde 1610 i Lukasgillet, vars ledare han blev 1644. Hals var njutningslysten och åtnjöt på grund av dålig ekonomi statligt understöd under större delen av sin karriär. I sitt måleri koncentrerade sig Hals på att avbilda den nederländska borgerligheten. I början var hans målningar omsorgsfulla i teckningen och mörka i färgerna, men från 1620-talet blev hans målningar friare och ljusare. Hals utvecklade en helt egen teknik, lik den 1800-talets impressionister använde. Från 1630-talet tog han även intryck av Rembrandt, och lade större vikt vid kompositionen av sina målningar än tidigare.

De flesta av Hals stora grupporträtt, totalt åtta stycken, finns idag i museet i Haarlem. Det äldsta är från 1616, merparten från 1630- och 1640-talen och två från 1664. En skyttebild från 1637 finns i Rijksmuseum i Amsterdam. Där bevaras även ett bekant dubbelporträtt samt flera enkelbilder. Betydande målningar av Hals finns även på stora museer i Berlin, Paris, London, Sankt Petersburg och New York, liksom i museerna i Kassel, Schwerin, Prag samt i Gallerie Lichtenstein i Wien. Hals måleri Tre barn med en getkärra är utställt på i Bryssel. 

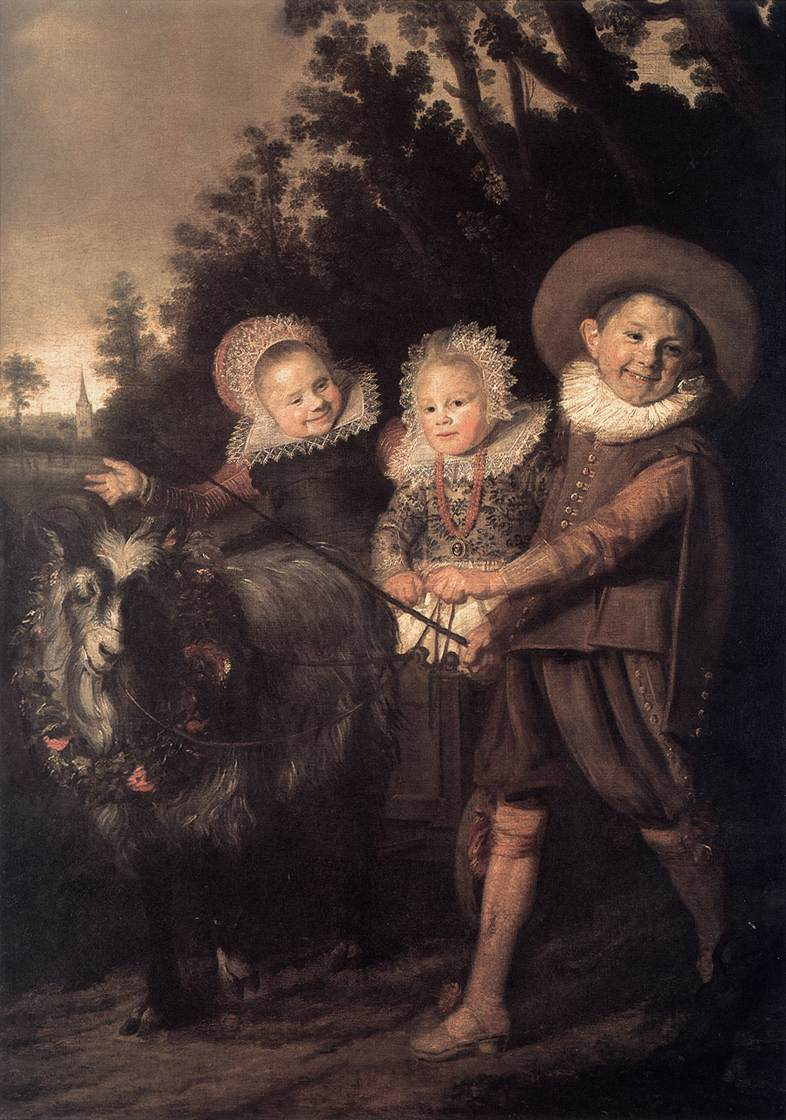
Frans Hals Tre barn med en getkärra. Musées royaux des Beaux-arts, Bryssel

. Nationalmuseum i Stockholm äger Daniel von Aken spelande fiol och han finns även på Hallwylska museet. På Stockholms slott finns två mindre porträtt av Frans Hals.
I Haarlem finns ett Frans Hals-museum.